# Gustave-Charles-Marie Mutel
Gustave-Charles-Marie Mutel MEP (kor. 민 아우구스티노; ur. 8 marca 1854 w Blumeray, zm. 22 stycznia 1933) – francuski duchowny rzymskokatolicki, misjonarz, wikariusz apostolski Korei i Seulu.

## Życiorys

### Młodość i prezbiteriat
Pochodził z rodziny zamożnych rolników. Ukończył Niższe Seminarium Duchowne w Langres, następnie wstąpił do Wyższego Seminarium Duchownego w Langres, z którego 4 października 1873 przeniósł się do seminarium Towarzystwa Misji Zagranicznych w Paryżu. Odbył również studia w Rzymie. 24 lutego 1877 przyjął święcenia prezbiteriatu i został kapłanem Towarzystwa Misji Zagranicznych w Paryżu.
5 kwietnia 1877 wyjechał na misje. Jego pierwszym zadaniem było zbadanie stanu postępowań beatyfikacyjnych dalekowschodnich męczenników. W tym celu odwiedził Tonkin, Mandżurię i Japonię. Następnie osiadł w znajdującej się w Mandżurii misji, będącej schronieniem dla koreańskich katolików i misjonarzy, w czasie prześladowań w tym kraju, gdzie podjął obowiązki duszpasterskie.
12 listopada 1880 w drugiej próbie przekroczenia granicy, wraz z ks. Liouville przedostał się do Korei. Tam z uwagi na prześladowania ukrywał się w domach chrześcijan, początkowo na wsiach, a następnie w Seulu. W stolicy odpowiadał za zaopatrzenie misji. Aby nie zostać wykrytym, często musiał zmieniać miejsce zamieszkania.
Wiosną 1885 został mianowany prokuratorem (przedstawicielem) misji w Japonii, Korei i Mandżurii w radzie Towarzystwa Misji Zagranicznych w Paryżu, w związku z czym powrócił do Paryża. W stolicy Francji podjął również pracę wykładowcy dogmatyki i liturgiki. Jako przedstawiciel misji wynegocjował wysłanie do Korei pierwszych sióstr zakonnych.

### Episkopat
2 września 1890 papież Leon XIII mianował go wikariuszem apostolskim Korei oraz biskupem tytularnym milijskim. 21 września 1890 w kaplicy Towarzystwa Misji Zagranicznych w Paryżu przyjął sakrę biskupią z rąk arcybiskupa paryskiego kard. François-Marii-Benjamina Richarda de la Vergne. Współkonsekratorami byli biskup Langres Alphonse-Martin Larue oraz wikariusz apostolski Wschodniego Jiangxi Casimir Vic CM.
14 grudnia 1890 w Marsylii wsiadł na okręt do Korei, do której dopłynął 23 lutego 1891. W Korei zaszły duże zmiany od czasu, gdy pięć lat wcześniej z niej wyjeżdżał. Zakończyły się prześladowania chrześcijan i pracę misyjną można było prowadzić otwarcie. W celu kształcenia rodzimego duchowieństwa założył niższe seminarium oraz rozwinął działalność wyższego seminarium, powstałego za rządów jego poprzednika. Zreorganizował wikariat apostolski. Otwierał nowe stacje misyjne m.in. w Pjongjangu i budował kościoły.
Zarządzany przez niego wikariat apostolski szybko się rozwinął. W 1890, gdy go obejmował, mniej niż 10 misjonarzy obsługiwało nie więcej niż 20 000 wiernych. Prawie nie było stałych stacji misyjnych. Już w 1910 w 69 stacjach misyjnych było 73 000 katolików. Przez cały swój pontyfikat wyświęcił 64 koreańskich księży (w 1890 nie było żadnego). Sprowadzał misjonarzy również z innych zakonów i narodowości. 5 lipca 1925 w wyniku m.in. jego wysiłków (m.in. przetłumaczył dokumenty z archiwów koreańskich), beatyfikowano pierwszych 79 męczenników koreańskich.
W wyniku rozwoju misji poprosił Stolicę Apostolską o podział wikariatu. 8 kwietnia 1911 na południu odłączył się wikariat apostolski Taiku, 5 sierpnia 1920 wikariat apostolski Wŏnsan i 17 marca 1927 prefektura apostolska Pjongjang (oba na północy, za których odpowiedzialność została przekazana misjonarzom niemieckim i amerykańskim). Po pierwszym podziale 8 kwietnia 1911 wikariat apostolski Korei zmienił nazwę na wikariat apostolski Seulu. Tym samym na tożsamy zmienił się tytuł bpa Mutela. W 1928 wydzielił prowincję, w celu erygowania w przyszłości na jej bazie wikariatu apostolskiego, powierzonego w całości koreańskiemu duchowieństwu, jednak wydarzenia polityczne w okupowanej przez Japonię Korei, nie pozwoliły na realizację tego planu.
W 1931 zwołał I Radę Regionalną Korei (synod) w Seulu, na której przedstawiciele Kościoła w Korei oraz zamieszkanej przez Koreańczyków części Mandżurii, uchwalili m.in. utworzenie katechizmu narodowego.
Doceniając jego zasługi papież mianował go asystentem tronu papieskiego, a 31 stycznia 1923 od papieża Piusa XI otrzymał arcybiskupstwo tytularne Mopsuestii, 11 stycznia 1926 zmienione na tytuł arcybiskupa tytularnego Ratiarii. Od władz francuskich otrzymał Legię Honorową.
Wikariuszem apostolskim Seulu był do śmierci 22 stycznia 1933 (według innych źródeł zmarł rankiem 23 stycznia 1933), spowodowanej powikłaniami po zapaleniu oskrzeli.